# Driver dug falder rim
Driver dug falder rim er en dansk børnefilm fra 1985 med instruktion og manuskript af Irene Werner Stage.

## Handling
Eventyrfilm om en pige der må drage ud og finde den varulv hun har været forbundet med, siden hun var barn, og forløse den og skyde den.